# Rävsvans
För andra betydelser, se rävrumpa.
Rävsvans (Amaranthus caudatus) är en amarantväxt. Den är hemmahörande i Anderna i Sydamerika, där den på språket quechua kallas kiwicha.
Det är en ettårig växt, 30 till 80 cm hög, någon gång upp till 160 cm. Den blommar under från juli till september. Blomställningen hänger ner mot marken och är vanligen mörklila, men även andra färger förekommer. Hos sorten 'Viridis' är den först grön och övergår senare i cremevitt.
Rävsvansen förekommer bara som odlad och i enstaka förvildade bestånd. Troligen har den utvecklats ur Amaranthus quitensis, som växer längs amerikanska flodstränder.

## Användning
Sedan tusentals år odlas rävsvans i Anderna och Mellanamerika. Under förkolonial tid användes kärnorna (se amarantfrö) för sitt protein och som offergåva i religiösa ceremonier, vilket fick de spanska kolonisatörerna att bekämpa odlandet. Trots detta har odligen fortsatt oavbrutet till nutid och odlingen har åter ökat. Växten har fått en ökande betydelse inom ekologiskt jordbruk.
Som kärnfrukt odlas Amaranthus caudatus i Peru, Bolivia, norra Argentina och i Himalaya från Kashmir till Bhutan. I Europa är rävsvans en utbredd prydnadsväxt i trädgårdar och rabatter och även som snittblomma och torkad. Den odlas i Europa åtminstone sedan 1568.